# Херсонський прикордонний загін
Херсонський прикордонний загін (в/ч 2161) — територіальний орган охорони державного кордону України, що включає адміністративні території у межах Миколаївської, Херсонської областей та ділянка Чорного моря. Довжина охоронюваної ділянки кордону — 506,8 км: сухопутна ділянка — 306,8 км, річкова — 180 км, озерна — 20 км.
Прикордонний контроль здійснюється у 13 пунктах пропуску, 5 — пунктах контролю, 2 — контрольних пунктах вїзду-виїзду. З них за видами сполучення: 16 — морських, 2 — повітряних, 3 — автомобільних.

## Історія
До весни 2014 року — Сімферопольський прикордонний загін Прикордонної служби України.
30 квітня 2023 року 79 прикордонний загін Державної прикордонної служби України указом Президента України Володимира Зеленського відзначений почесною відзнакою «За мужність та відвагу».

## Структура
До складу загону входять:
- 8 відділів прикордонної служби (ВПС «Очаків», ВПС «Миколаїв», ВПС «Херсон», ВПС «Залізний Порт», ВПС «Скадовськ», ВПС «Преображенка», ВПС «Благовіщенка», ВПС «Чонгар»)[1][3].
- ВПС (тип С)
- оперативно-бойова комендатура «Сиваш»
- підрозділи забезпечення.

## Командири
- полковник Федорчук Анатолій Вікторович (2015 рік)
- полковник Шевченко Олег Петрович (2016 рік)
- полковник Лисак Павло Петрович (2017 рік)
- полковник Чернов Юрій Михайлович (2017 — по 2021 рік)[3]
- полковник Барбашов Констянтин Олексійович (2021 рік - 2022 рік)

## Втрати
- 22 червня 2023 — Нечволод Данило Андрійович. 23 роки, Донеччина. Загинув під час бойового завдання у Херсонській області, на лівому березі Дніпра. Похований в Коломиї [4].